# Dicranomyia walleyi
Dicranomyia walleyi là một loài ruồi trong họ Limoniidae. Chúng phân bố ở miền Tân bắc.